# مازراتی مسابقه

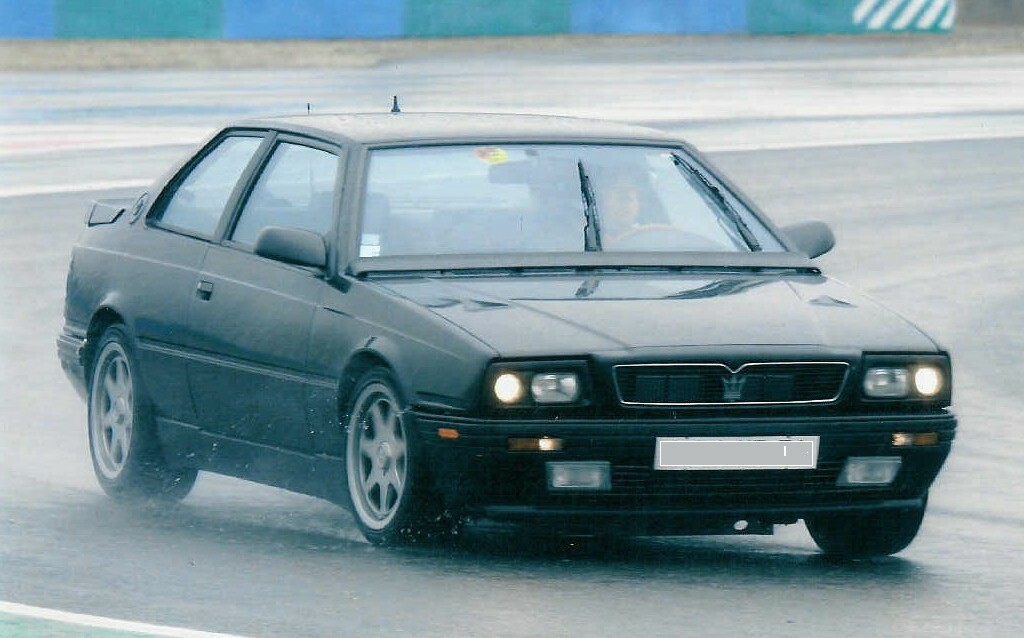

مازراتی مسابقه (Maserati Racing) خودرویی است که در سال‌های ۱۹۹۰ تا ۱۹۹۱ تولید شده‌است. طراحی آن خودروهای موتور جلو-محور عقب بوده طول آن در حالت طبیعی ۴٬۱۹۰ میلیمتر (۱۶۵ اینچ)، عرض آن در حالت طبیعی ۱٬۷۱۲ میلیمتر (۶۷٫۴ اینچ) و ارتفاع آن در حالت طبیعی ۱٬۳۰۵ میلیمتر (۵۱٫۴ اینچ) و وزن آن در حالت طبیعی ۱٬۲۴۰ کیلوگرم (۲٬۷۳۰ پوند) است. سامانه جعبه‌دندهٔ آن ۵ دنده به صورت دستی است.